# L'Adoration du veau
L'Adoration du veau est un tableau peint par Francis Picabia vers 1942. Cette huile sur carton représente des mains levées en adoration d'un veau.
Cette peinture s'inspire du collage Le Dictateur d'Erwin Blumenfeld (1937) publié dans Paris Magazine de juin 1939, qu'il flanque d'autres mains levées renforçant le grotesque et renvoyant à la virulence des dadaïstes allemands,.
Le choix du veau fait référence au thème biblique du veau d'or, une idole inspirée de celle des Égyptiens, mais replacé dans le contexte de montée du nazisme, il est difficile de ne pas y voir une satire de la fanatisation des masses par le régime fasciste.
L’œuvre a été acquise en 2007 par le musée national d'Art moderne, à Paris, avec le concours du Fonds du Patrimoine, de la Clarence Westbury Foundation et de la Société des Amis du Musée national d'art moderne.